# Ланюэжуль
Ланюэжу́ль (фр. Lanuéjouls, окс. Lanuèjols) — коммуна во Франции, находится в регионе Окситания. Департамент — Аверон. Входит в состав кантона Монбазан. Округ коммуны — Вильфранш-де-Руэрг.
Код INSEE коммуны — 12121.
Коммуна расположена приблизительно в 500 км к югу от Парижа, в 110 км северо-восточнее Тулузы, в 34 км к западу от Родеза.

## Население
Население коммуны на 2008 год составляло 726 человек.
| 1962 | 1968 | 1975 | 1982 | 1990 | 1999 | 2008 |
| ---- | ---- | ---- | ---- | ---- | ---- | ---- |
| 779  | 822  | 777  | 744  | 650  | 605  | 726  |

## Экономика
В 2007 году среди 411 человек в трудоспособном возрасте (15—64 лет) 311 были экономически активными, 100 — неактивными (показатель активности — 75,7 %, в 1999 году было 70,7 %). Из 311 активных работали 295 человек (159 мужчин и 136 женщин), безработных было 16 (8 мужчин и 8 женщин). Среди 100 неактивных 24 человека были учениками или студентами, 51 — пенсионерами, 25 были неактивными по другим причинам.